# Oczyszczarka lotniskowa
Oczyszczarka lotniskowa – maszyna do oczyszczania powierzchni utwardzonych lotniska z zanieczyszczeń stałych. Spotyka się oczyszczarki samobieżne lub doczepiane do ciągników. 
Za pomocą wirujących stalowych szczotek oczyszczarka odrywa zanieczyszczenia od powierzchni a następnie zasysa je do zbiornika lub odrzuca poza pas.